# Wichita Art Museum
Le Wichita Art Museum est un musée d'art américain situé dans la ville de Wichita, siège du comté de Sedgwick et plus grande ville de l'État du Kansas aux États-Unis.

## Histoire
L'histoire du musée débute en 1915, après le décès de Louise Caldwell Murdock (en). Elle déclare dans son testament vouloir créer un fond dans le but de financer une collection d'art en mémoire de son défunt mari, Roland Pierpont Murdock, l'un des anciens propriétaires du journal The Wichita Eagle (en), et ce faisant en utilisant les revenus de sa succession, à la suite du décès de ses plus proches parents. La fiducie doit acheter des œuvres d'art auprès de peintres, sculpteurs, potiers et tisserands américains afin rendre hommage à l'art et à la culture des États-Unis. Conçu par l'architecte Clarence Stein (en) dans un style Art déco, le musée ouvre ses portes en 1935, avec diverses œuvres d'art empruntées à d'autres musées. De 1939 à 1962, Elizabeth Stubblefield Navas gère les achats d’œuvres d'art pour le musée. En 1963, le musée bénéficie d'une remise à niveau importante organisé par l’architecte local Robert Schaefer, avec l'ajout de deux ailes, d'un hall d’entrée et d'une nouvelle façade. Dans les années 1970, la ville de Wichita valide un nouvel agrandissement de l'ensemble afin de l'intégrer au paysage de la proche rivière Arkansas et ce sous la supervision de l'architecte Edward Larrabee Barnes (en). En 2003, un nouveau projet d'agrandissement est achevé, comportant une surface d'exposition plus importante, un nouveau restaurant, un magasin, une bibliothèque et divers espaces pour les services du musée. En 2015, le musée inaugure un parc extérieur comprenant un amphithéâtre et un jardin paysager avec plusieurs sculptures.

## Collections
Le musée abrite plus de huit mille œuvres d'art, principalement dans le domaine de la peinture et de la sculpture. Sa collection comprend notamment de nombreux tableaux, des céramiques, des sculptures, des objets de vannerie, des meubles, des textiles ou des photographies. Une grande partie des œuvres des différentes collections du musée est consacrée à l'art américain. Le musée comprend également une collection d'objets de la civilisation précolombienne. Le hall du musée est décoré d'un plafond et d'un lustre réalisé par le sculpteur sur verre Dale Chihuly.
La collection du musée comprend notamment plusieurs œuvres de peintres et sculpteurs américains du XVIIIe siècle, XIXe siècle, XXe siècle et XXIe siècle, comme Charles Marion Russell, Mary Cassatt, Arthur Dove, Thomas Eakins, Robert Henri, Robert Feke, Kenneth Hayes Miller, Winslow Homer, Edward Hopper, Yasuo Kuniyoshi, Thomas Hart Benton, Benjamin West, Guy C. Wiggins, Will Barnet (en), Frank Weston Benson, Oscar E. Berninghaus, George Bellows, George Biddle, Albert Bierstadt, Ralph Albert Blakelock, David Gilmour Blythe (en), Louis Bouché (en), George Henry Boughton, William Bradford, George Loring Brown, William Merritt Chase, Jasper Francis Cropsey, John Steuart Curry, Allan D'Arcangelo, Mark di Suvero, Asher Brown Durand, Alexander John Drysdale (en), Frederick Carl Frieseke, Harry Gottlieb (en), Childe Hassam, Marsden Hartley, William Harnett, George Peter Alexander Healy, Francis Coates Jones, Raymond Jonson (en), John Frederick Kensett, Walt Kuhn, Gaston Lachaise, Ernest Lawson, Hayley Lever (en), George Luks, John Marin, Paul Meltsner (en), Willard Metcalf, Thomas Moran, George L. K. Morris (en), Henry Mosler, Jerome Myers, Paul Nash, John Noble, Walter Launt Palmer, Titian Ramsay Peale, Horace Pippin, Edward Henry Potthast, Maurice Prendergast, Julian Rix (en), Hugo Robus (en), Theodore Robinson, Severin Roesen, Albert Pinkham Ryder, Birger Sandzén (en), Charles Sheeler, Raphael Soyer, Joseph Whiting Stock, James Strombotne (en), George Gardner Symons (en), John Henry Twachtman, Elihu Vedder, Andy Warhol, Carol Wax (en), Max Weber, Carleton Wiggins, Clara McDonald Williamson (en), Andrew Wyeth ou Karl Zerbe (en).
Le musée possède également plusieurs œuvres de peintres et sculpteurs d'autres pays, dont des portraits peint par John Singleton Copley, des gravures, dessins et lithographies d'Albert Besnard, Félix Bracquemond, Frank Brangwyn, Jacques Callot, Corneille ou Auguste Lepère, une statue et des dessins de José de Creeft, des sculptures de Jun Kaneko (en), des gravures de Giovanni Battista Piranesi et des tableaux, aquarelles ou dessins d'Edward William Cooke, George Grosz, Samuel Prout, Rufino Tamayo ou William Wyld.
À l'extérieur du musée se trouvent plusieurs sculptures exposées en plein air, dont des œuvres de Douglas Abdell (en), John Silk Deckard (en), Richard Hunt, Henry Moore ou Tom Otterness. Le musée possède également une maquette de la statue The Keeper of the Plains (en), l'un des emblèmes artistiques de la ville de Wichita, réalisé par l'artiste Blackbear Bosin (en).

## Œuvres

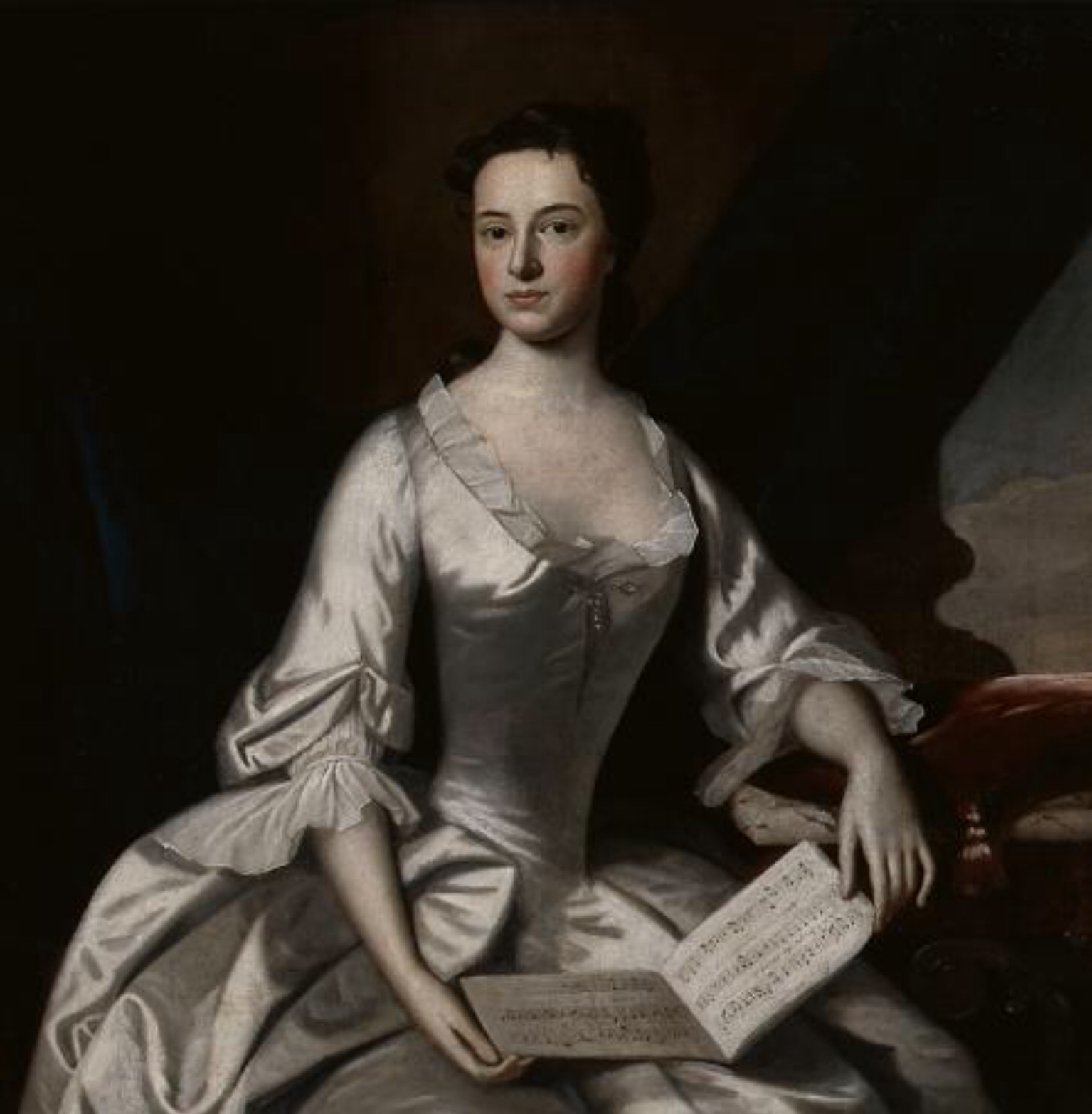
Robert Feke : Mrs. Barlow Trecothick, vers 1748
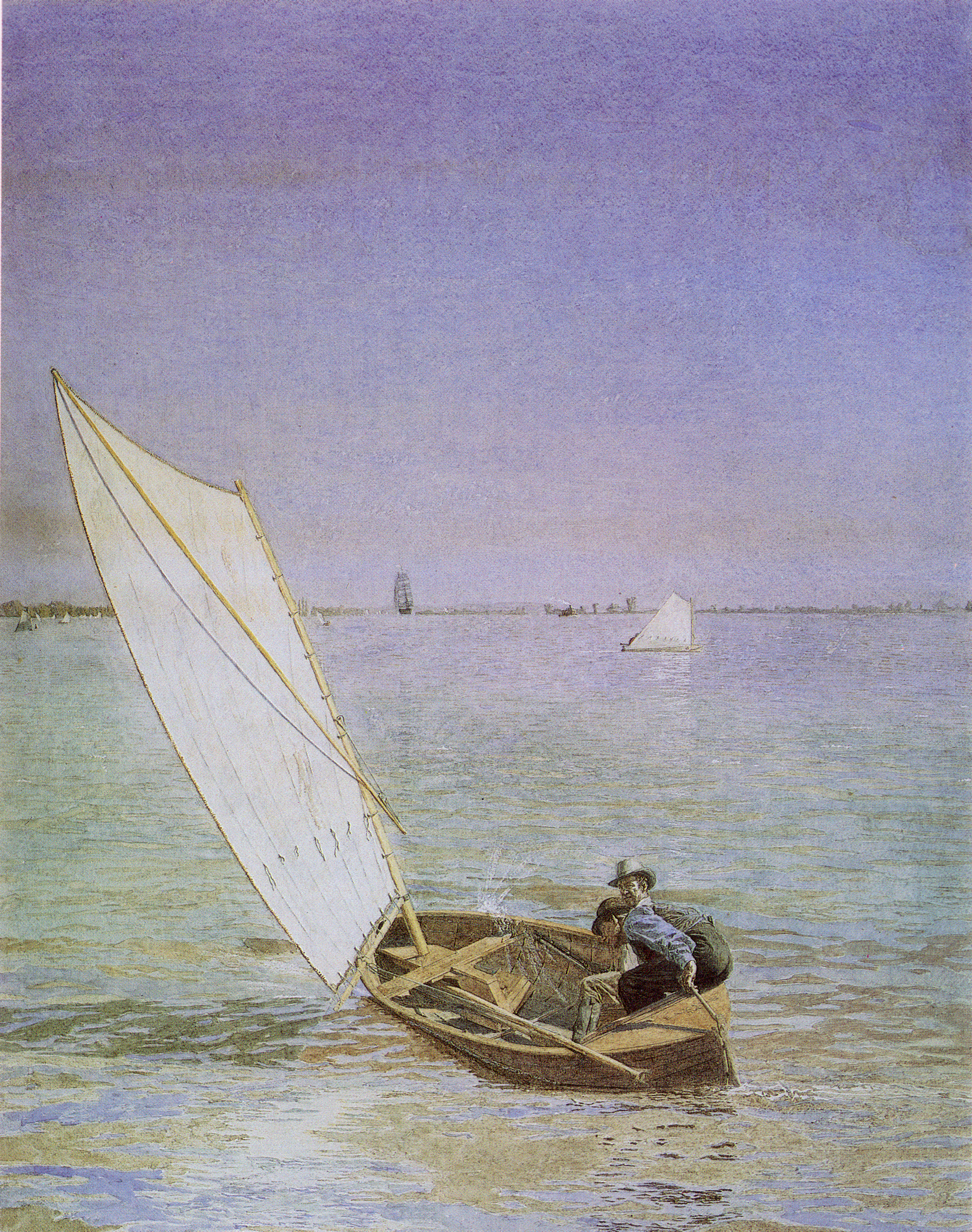
Thomas Eakins : Starting Out After Rail, 1874
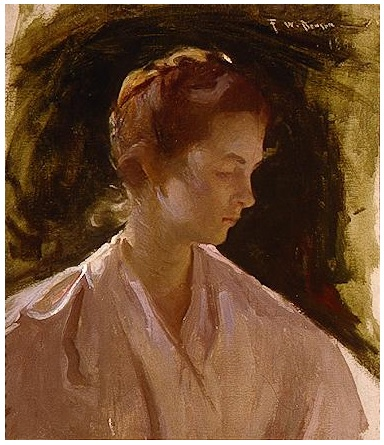
Frank Weston Benson : A Young Girl, 1895
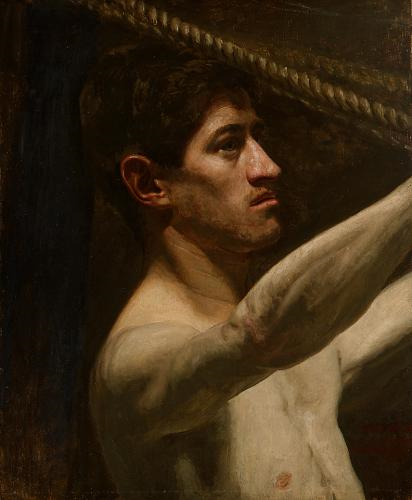
Thomas Eakins : Billy Smith, 1898
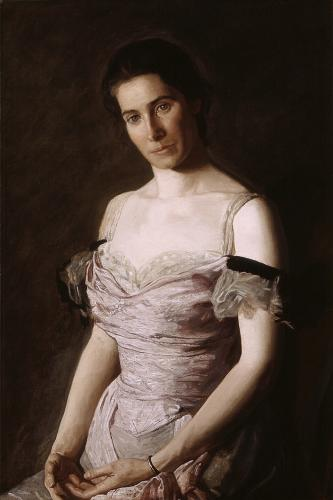
Thomas Eakins : Mrs. Mary Hallock-Greenewalt (en), 1903